# Eduardo Chao Fernández
Eduardo Chao Fernández (Ribadavia, 6 de novembre de 1822 - Madrid, 21 de desembre de 1887), geòleg, naturalista, periodista, historiador i polític espanyol del Partit Demòcrata.

## Biografia
Era fill de Francisca Fernández i del farmacèutic i científic liberal José María Chao Rodríguez, soci de la Societat Econòmica d'Amics del País de Santiago de Compostel·la (1834) i catedràtic de Farmàcia Experimental a la seva Universitat des de 1840, perseguit sense treva des de la caiguda del sistema liberal en 1823 pel general absolutista Nazario Egia i pres fins a l'any 1829, en què va ser alliberat amb certes condicions.

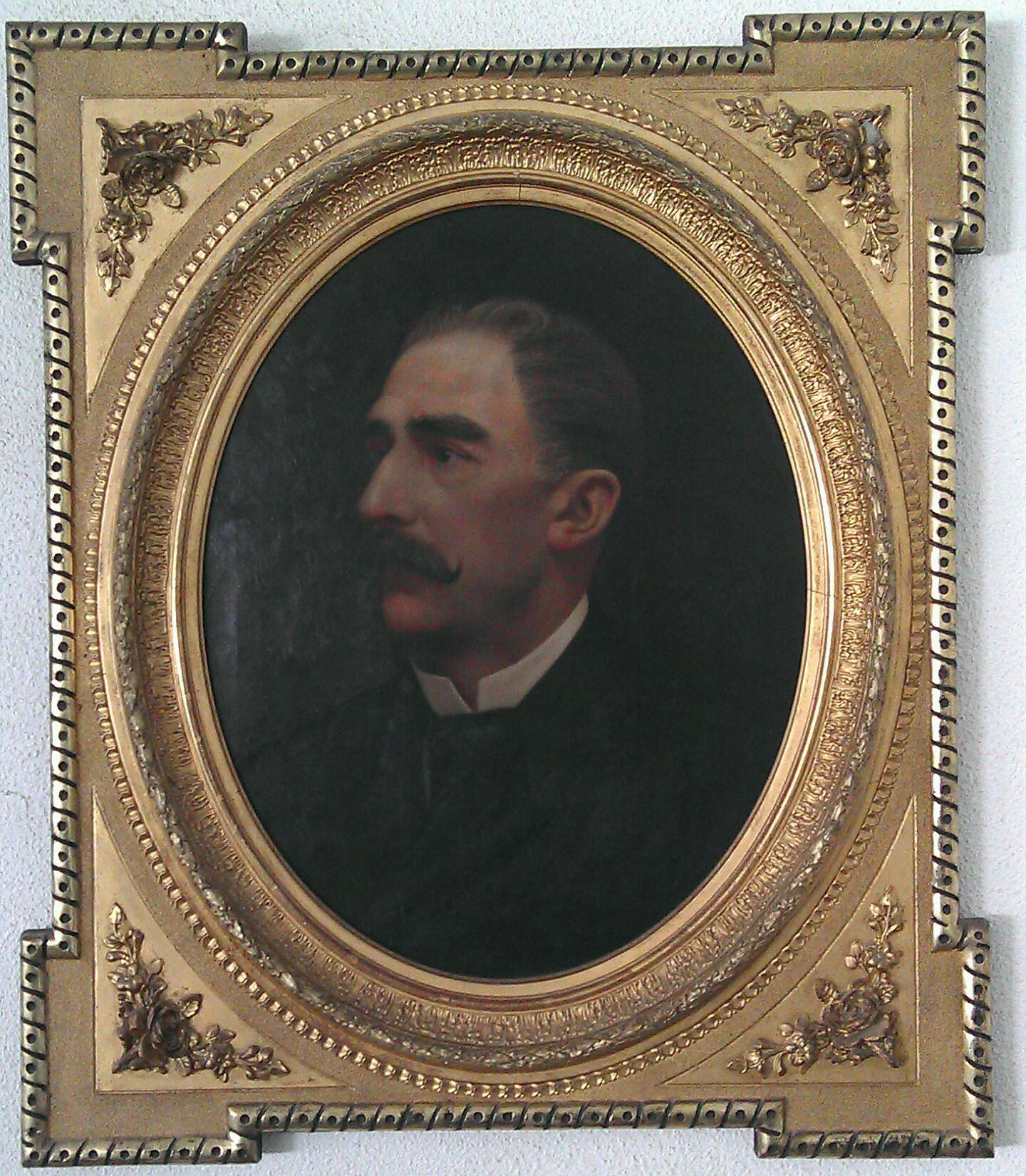
Retrat

Va estudiar les seves primeres lletres i la secundària a Vigo, i després en la Universitat de Santiago de Compostel·la; va marxar a Madrid a estudiar Ciències Naturals i va treballar, igual que el seu pare, com a professor de Farmàcia. Allí va col·laborar en la premsa demòcrata: El Argos, El Espectador (1847), El Guindilla (1848), El Huracán (1848), y más tarde en El Murciélago (1853), El Látigo (1854), El Eco de las Barricadas (1854), El Crédito (1858), etcètera. Va ser sotmès a vigilància per la seva participació en els conats revolucionaris de 1848. També va intervenir activament en la Revolució de 1854 i va acceptar un lloc d'oficial en el Ministeri de Governació, però va dimitir en veure frustrats els propòsits de la revolució. Va ser diputat per la seva província en les corts que no van arribar a aprovar una nova constitució. Va escriure en els periòdics madrilenys Revista Químico-Farmacéutica (1850-1851) i La Discusión (1856) i dirigí El Crédito (1858-1865) i El Correo de España (1862), dedicat especialment a les qüestions d'Ultramar. Va dirigir, així mateix, els dos volums del Diccionario enciclopédico de la lengua española (Madrid: Gaspar y Roig, 1853 y 1855) y Los tres reinos de la naturaleza, una gegantesca enciclopèdia de ciències naturals en nou volums (1853-1858). Va triomfar la Revolució de 1868 i ho van nomenar membre de la Junta directiva de Telègrafs i després el seu director general, però va tornar a renunciar al seu lloc en veure al seu partit encara molt lluny del poder. Va tornar a ser diputat per Orense en 1869 i, proclamada la República en 1873, va ser ministre de Foment al Govern republicà presidit per Nicolás Salmerón (1873) i va redactar al costat d'ell un Projecte de bases de la constitució republicà-federal d'Espanya (1873). La seva breu labor en el ministeri va ser no obstant això intensa, perquè va crear la comissió del Mapa Geològic de la península Ibèrica dirigida pel general Ibáñez de Ibero i la Junta del Canal Imperial d'Aragó, va organitzar les Juntes de Ports, va procurar descentralitzar els serveis d'obres públiques i va dictar diverses disposicions sobre carreteres i inspecció de ferrocarrils. Va impulsar un Pla General d'Instrucció Pública elaborat per Juan Uña, director general d'aquesta matèria, sota la inspiració de les idees del krausista Francisco Giner de los Ríos. Fundà la Biblioteca Ilustrada Gaspar y Roig i la Biblioteca del Hombre libre, de la seva propiedad.
Com a historiador es proposà continuar fins a 1849 amb la secció "Historia contemporánea" la Historia general de España (1601) del jesuïta manxec Juan de Mariana, ja anteriorment continuada per José Manuel Miñana, el Comte de Toreno i Antonio Cánovas del Castillo (1848). Incloïa en aquest treball històric, entre altres crítiques al monarquisme, la seva tendència al centralisme, que va fer imposar a Madrid la capital de l'Estat i la seva abolició de la foralitat. Quan va morir estava designat per dirigir el periòdic La Justicia.

## Obres
- Razones de España para la Revolución de septiembre, 1840.
- Los republicanos y la época, Madrid, imprenta del «Archivo militar», 1842.
- Tratado de mineralogía.
- Historia de la vida militar y política de Martin Zurbano (1846).
- "Prólogo" a Baldomero Espartero, Páginas contemporáneas, Madrid, D. Julián Saavedra y Compañia 1846.
- La Guerra de Cataluña, historia contemporanea de los acontecimientos que han tenido lugar en el Principado desde 1827 hasta el día, con las biografías de los principales personajes, carlistas y liberales, redactada por oficiales que fueron actores o testigos de los acontecimientes, bajo la dirección de D. Eduardo Chao. Madrid: B. Gonzalez, 1847.
- "Historia contemporánea" en Juan de Mariana y otros, Historia general de España. La compuesta, la enmendada y añadida por el Padre Mariana, con la continuación de Miñana, completada con todos los sucesos que comprenden el escrito clásico sobre el reinado de Carlos III, por el conde de Floridablanca, la historia de su levantamiento, guerra y revolución por el conde de Toreno, y la de nuestros días, por Eduardo Chao, enriquecida con notas históricas y críticas, biografías, una tabla cronológica de los sucesos más notables, y un índice general para su más fácil investigación y metódico estudio. Cinco volúmenes en folio, de los cuales el IV y el V son escritos por el Sr. Chao, comprendiendo desde el reinado de Felipe III (1598) hasta el año de 1848.... Madrid: Gaspar y Roig Editores, 1848, 5 vols. Hubo ediciones económicas en la colección de que era propietario Eduardo Chao en Gaspar y Roig.
- Cuadros de la geografía histórica de España desde los primeros tiempos históricos hasta el díades: con varios mapas de las diversas dominaciones, obra auxiliar á todas las historias de España (Madrid: Imprenta de D. Tomas Fortanet M. Ruano y Compañía, 1849).
- Con Antonio Romero Ortíz i Manuel Ruiz de Quevedo, Diccionario de la política. Enciclopedia de la lengua y de la ciencia políticas y de todos los sistemas societarios: colección de artículos especiales y estractos de las obras y discursos de Montesquieu, Rousseau, Benjamin Constant... aumentada con... más de 600 artículos originales, Madrid, 1849.
- Los tres Reinos de la Naturaleza. Museo pintoresco de Historia Natural, descripción completa de los animales, vegetales y minerales útiles y agradables; su forma, instintos, costumbres, virtudes y aplicaciones a la Agricultura, la Medicina y las artes en general, comprendiendo mayor número de géneros que en todas las obras publicadas hasta el día, con un tratado de Geología y un bosquejo histórico de los progresos de las ciencias naturales; obra arreglada sobre los trabajos de los más eminentes naturalistas de todos los países, Buffon, etc. con todos los descubrimientos posteriores hasta el día, por una Sociedad de profesores, bajo la dirección de Eduardo Chao e ilustrada con una magnífica colección de láminas en vista del natural y los planos del Gabinete de Historia Natural y del Jardín Botánico de Madrid. Madrid, Imprenta de Gaspar y Roig, 1852-1853, 2 vols.
- Director del Diccionario enciclopédico de la lengua española: con todas las vozes, frases, refranes y locuciones usadas en España y las Américas españolas, en el lenguaje común antiguo y moderno; las de ciencias, artes y oficios; las notables de historia, de biografía, de mitolojía y geografía universal, y todas las particulares de las provincias españolas y americanas. Madrid: Gaspar y Roig, 1853-1858, 9 vols. I-VII: Zoología; VIII, Botánica; IX, Mineralogía.
- La Ostricultura en Galicia. Creación de una riqueza millonaria en las costas de Galicia. Vigo, imprenta de J. Compañel, 1865.
- Proyecto de ley contra la cxcesica división de la propiedad del suelo en Galicia. Madrid, imprenta y litografía de González, 1873.
- Con Nicolás Salmerón, Proyecto de bases de la constitución republicano-federal de España presentado a la Asamblea Federal en 1872.... Madrid, 1873 (2.ª ed.).
- Necesidades del porvenir en Vigo. E. Rubiños, 1881.
- Defensa del proyecto del puerto comercial de Vigo, que estudió D. Melitón Martín. Madrid, imprenta de El Correo, 1883.
- Resumen de la controversia sobre el proyecto de puertos comercial de Vigo, que estudió D. Melitón Martín, hecho para conocimiento de la Junta Consultiva de Caminos, Canales y Puertos, Madrid: Enrique Rubiños, 1884.
- El ferro-carril y el puerto de Vigo, Madrid,[s.n.], 1883.